# Phi Aquarii
Désignations
Phi Aquarii, latinisé de φ Aquarii, est une étoile binaire de la constellation équatoriale du Verseau. Elle est visible à l'œil nu avec une magnitude apparente combinée de +4,223.  Les mesures de parallaxe indiquent que sa distance estimée à la Terre est d'environ ∼ 222 a.l. (∼ 68,1 pc) et qu'elle s'en éloigne avec une vitesse radiale de +2,5 km/s.  La proximité de ces étoiles avec l'écliptique signifie que le système est sujet à des occultations lunaires.  
Phi Aquarii est un système binaire spectroscopique. Il boucle une orbite avec une période estimée de 2 500 jours.  La composante principale est une étoile géante rouge de type spectral M1.5 III. L'atmosphère stellaire de cette étoile évoluée s'est agrandie jusqu'à 35 fois la taille du Soleil. Elle a la même masse que le Soleil mais rayonne avec 208 fois sa luminosité à une température effective de 3 715 K, lui donnant une teinte rougeâtre correspondant à une étoile de type M.  